# Poblicia atomaria
Poblicia atomaria är en insektsart som först beskrevs av Walker 1858.  Poblicia atomaria ingår i släktet Poblicia och familjen lyktstritar. Inga underarter finns listade i Catalogue of Life.